# Isturgi
Isturgi fue una antigua ciudad íbera de los turdetanos y después romana localizada en la pedanía de Los Villares de Andújar, perteneciente al municipio de Andújar, provincia de Jaén, España.
Resulta prácticamente desconocido como era el sitio en época ibérica, aunque hay hallazgos que constatan la existencia de conjuntos escultóricos y arquitectónicos asociados al mundo funerario o a espacios culturales y de privilegio. Se sabe que en época romana, Isturgi, denominada municipium triumphale, se convierte en un lugar relevante, adquiriendo la categoría de municipio, integrado en la administración romana y de pleno derecho. Prueba de esta relevancia es el hallazgo de monumentos dedicados al culto de la familia imperial. En esta época, el Alto imperio, la ciudad alcanza 30 hectáreas de extensión, desarrollándose un barrio artesanal en el que se creó el mayor centro productor de cerámica romana altoimperial de la península de terra sigillata hispánica.
En julio de 2018 el Ayuntamiento de Andújar y la Universidad de Granada continúan llevando a cabo sondeos con georradar y excavaciones en el yacimiento arqueológico, situando las primeras ocupaciones durante el siglo VII a. C..

## La producción alfarera de Isturgi
La importancia que Isturgi tuvo en época romana se debe a la existencia de unos hornos de un complejo alfarero, excavados inicialmente por el profesor Sotomayor, que actualmente están en fase de estudio.
La industria alfarera estaba especializada en la producción de terra sigillata, caracterizada por su color rojizo y por llevar en su base el sigillum o sello con las siglas comerciales del taller de alfarería donde se fabricaban. El color rojo y la textura característicos de esta cerámica, se deben al cuidado proceso de elaboración de la materia prima, es decir de la arcilla, cociéndoce en el horno a altas temperaturas, y al barnizado final que le da ese brillo tan característico. En ocasiones, estas cerámicas estaban decoradas, siendo los principales motivos de decoración los florales, vegetales, geométricos, zoológicos o incluso mitológicos.
Otras cerámicas eran fabricadas para la conservación y el transporte de alimentos, como las vasijas y ánforas para salazones, aceite o vino. Otras irían destinadas al consumo de alimentos: platos, copas, vasos, etc.

## La difusión de la cerámica de Isturgi
Los talleres de Isturgi debieron estar entre los más importantes de la Bética romana. Se encontró gran cantidad de piezas allí fabricadas en muchos lugares no solo de la península sino del norte de África, incluyendo la misma Roma. De su importancia da fe la existencia de las sucursales de Málaga y Granada.
El traslado a los lugares de exportación se realizaba en carruajes adaptados al efecto a través de las grandes calzadas que cruzaban el entorno y que comunicaban con el resto de la Bética y de la Hispania romana, además de las vías fluviales que se distribuían por todo el imperio romano.